# Bronisław Rydzewski

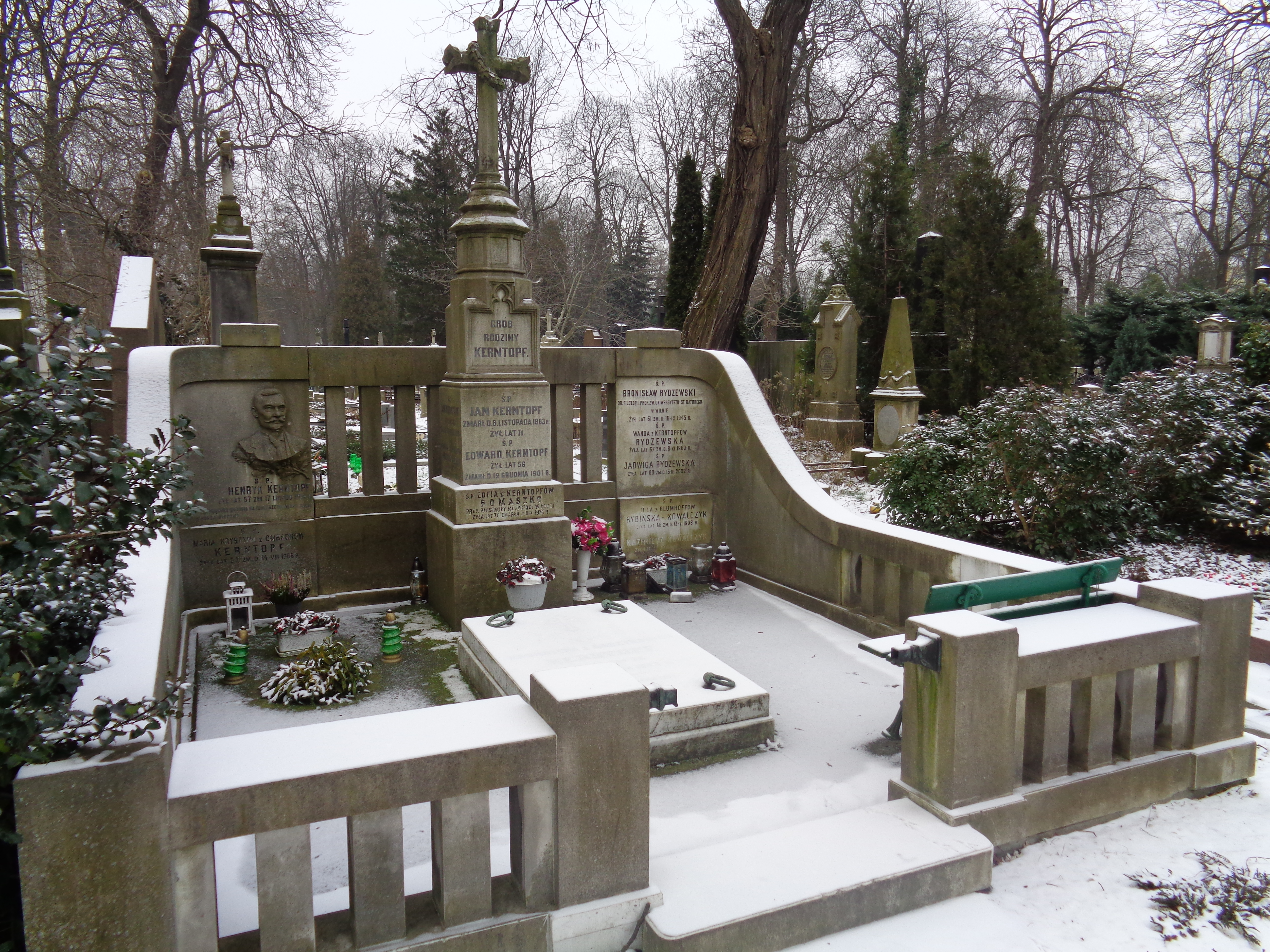
Grób Bronisława Rydzewskiego na cmentarzu ewangelicko-augsburskim

Bronisław Nikodem Rydzewski (ur. 15 września 1884 w Wilnie, zm. 16 września 1945 w Mądralinie) – polski geolog, wykładowca, nauczyciel, senator II Rzeczypospolitej III kadencji (1930–1935)

## Życiorys
Urodził się jako syn Władysława i Jadwigi z domu Konoplańskiej. Ukończył gimnazjum filologiczne w Suwałkach w 1903. Rozpoczął studia na Wydziale Fizyczno-Matematycznym, przerwane podczas strajku szkolnego w 1905, kontynuowane na Szkole Politechnicznej we Lwowie w 1905 i dokończone na Wydziale Filozoficznym Uniwersytetu Jagiellońskiego w Krakowie od 1906 do 1911 w zakresie nauk przyrodniczych (geologii i paleontologii).
Tam w 1911 uzyskał tytuł naukowy doktora na podstawie pracy pt. Flora węglowa warstw Brzeszczańskich. Następnie wyjechał do Francji i studiował w École nationale supérieure des mines de Paris, Collège de France i na Sorbonie. Od 1913 do 1915 był asystentem w Katedrze Mineralogii i Geologii na Szkole Politechnicznej we Lwowie. Po wybuchu I wojny światowej pracował jako nauczyciel szkolny. Od 1915 pracował jako asystent w pracowni geologicznej Muzeum Przemysłu i Rolnictwa w Warszawie, a od grudnia 1915 do 30 kwietnia 1918 był jej kierownikiem. W latach 1915-1918 wykładowca geologii Towarzystwa Kursów Naukowych w Warszawie, w latach 1915–1916 był także sekretarzem wydziału. Po odzyskaniu przez Polskę niepodległości od 1 lipca 1919 do 1920 był wykładowcą geologii w Wolnej Wszechnicy Polskiej. Od kwietnia 1918 funkcjonował jako zastępca profesora geologii i petrografii na Wydziale Matematyczno-Przyrodniczym Politechniki Warszawskiej. W 1919 współtworzył Państwowy Instytut Geologiczny. Następnie przeniósł się do rodzinnego Wilna, gdzie od 1 lipca 1920 był profesorem nadzwyczajnym geologii i organizatorem Katedry Geologii na tamtejszym Uniwersytecie Stefana Batorego. Pełnił funkcje dziekana (1922/1923, 1929/1930) i prodziekana (1923/1924) Wydziału Matematyczno-Przyrodniczego USB. W 1930 został profesorem zwyczajnym. W 1926 był nauczycielem geografii w Państwowym Gimnazjum im. Joachima Lelewela w Wilnie.
Należał do polskiej korporacji akademickiej „Cresovia” i organizatorem tamtejszego oddziału Ligi Ochrony Przyrody. Został współzałożycielem Polskiego Towarzystwa Geologicznego i członkiem zarządu. Należał do Polskiego Towarzystwa Przyrodników. W roku akademickim 1931/1932 otrzymał tytuł doktora honoris causa Uniwersytetu w Tartu.
W 1930 uzyskał mandat senatora Senatu RP III kadencji (1930–1935) (z ramienia BBWR). Zasiadał w Komisji Oświaty i Kultury. Z uwagi na stan zdrowia (po wylewie krwi do mózgu w 1933 był dotknięty paraliżem) w 1933 zrezygnował z pracy na uczelni, od marca 1933 przebywał na urlopie w Senacie, zaś 20 grudnia 1934 zrzekł się mandatu.
11 listopada 1937 został odznaczony Krzyżem Komandorskim Orderu Odrodzenia Polski.
Podczas II wojny światowej przebywał w Wilnie, przebywał także w majątku Huta w suwalskiem. Wiosną 1945 został przetransportowany w ramach wysiedlenia Polaków z Kresów Wschodnich wraz z innymi profesorami wileńskimi. Zmarł 16 września 1945 w Mądralinie k. Otwocka. Został pochowany na cmentarzu ewangelicko-augsburskim w Warszawie (aleja F-1-1).
Był dwukrotnie żonaty; z pierwszą żoną Marią z domu Dobrzańską miał syna Władysława (1911–1980), oficera Armii Krajowej, powstańca warszawskiego 1944), z drugą, Wandą z domu Kerntopf (zm. 1960), miał córkę Jadwigę (1922–2002).

## Publikacje
- Próba charakterystyki paleobotanicznej dąbrowskiego zagłębia węglowego (1915)[6], franc. Essai d’une caractéristique paléobotanique du houiller de Dąbrowa en Pologne
- Flora węglowa Polski: Lepidodendrony, Część 1 (1919)[7]
- Wapień muszlowy nad Kamienną (1924)[8]
- Świteź Nowogródzka jako rezerwat przyrody (1926, współautorzy: January Kołodziejczyk, Karol Karpowicz)
- Dyslokacja Grodzieńska (1929)[9]
- Wydział Matematyczno-Przyrodniczy Uniwersytetu Stefana Batorego w latach 1919–1929 (1931)[10]